# Joshua Wurman
Joshua Michael Aaron Ryder Wurman (né le 1er octobre 1960) est un météorologue américain et inventeur, connu pour ses recherches sur les tornades, les cyclones tropicaux et le radar météorologique. En plus de ses recherches, il est devenu une personnalité télévisuelle, ayant participé à de nombreuses émissions comme spécialiste des orages, et un vulgarisateur scientifique.

## Biographie

### Études
Joshua Wurman est né le 1er octobre 1960 à Philadelphie ou il a passé son enfance. Il a fait ses études secondaires au Radnor High School en banlieue de la ville puis a continué au MIT de Cambridge au Massachusetts. Il y a obtenu un BSc. en physique et en sciences interdisciplinaires en 1982, un MSc. en météorologie en 1982, et un PhD. en météorologie en 1991. Sa thèse de maîtrise était intitulée The Long Range Dispersion of Radioactive Particulates (La dispersion des particules radioactives à grande distance) et sa thèse de doctorat portait le titre de Forcing Mechanisms of Thunderstorm Downdrafts (Mécanismes de forçage par les courants descendants des orages). 

### Carrière
Après l'obtention de son diplôme, Wurman a déménagé à Boulder (Colorado) pour travailler au National Center for Atmospheric Research (NCAR) (Centre national de recherche atmosphérique) et plus tard à Norman (Oklahoma) où il est devenu professeur de la faculté des sciences de l'atmosphère de l'Université d'Oklahoma (OU). 
Wurman et son équipe ont développé les radars météorologiques mobiles Doppler on Wheels (DOW) qui servent à l'observation de très près in situ des tornades, des cyclones tropicaux, des incendies de forêt et des tempêtes hivernales. Il a développé des réseaux de radars bistatiques Doppler et le DOW Rapid-Scan dans la même foulée et Wurman détient sur plusieurs brevets sur ces technologies,. Il a fondé BINET Inc., fabricant de radars bistatiques, en 1995. Il a aussi fondé en 1998 le Center for Severe Weather Research (Centre pour la recherche sur le temps significatif ou CSWR)  qui opère la série de radars mobiles DOW. 
Wurman est retourné travailler à Boulder en 2001 où il est devenu un chercheur affilié au NCAR, tout en demeurant professeur associé de météorologie à l'Université d'Oklahoma jusqu'en 2003. En 2004, Wurman est devenu professeur-adjoint de météorologie à l'université d'État de Pennsylvanie, à State College (Pennsylvanie), en plus de son poste à Boulder et à Norman.
Wurman est un des membres du festival Nifty Fifty sur les sciences et ingénierie. Le comité organisateur rassemble des scientifiques et des ingénieurs parmi les plus influents aux États-Unis et le festival vise à revigorer l'intérêt des jeunes en sciences et en génie.

## Recherches

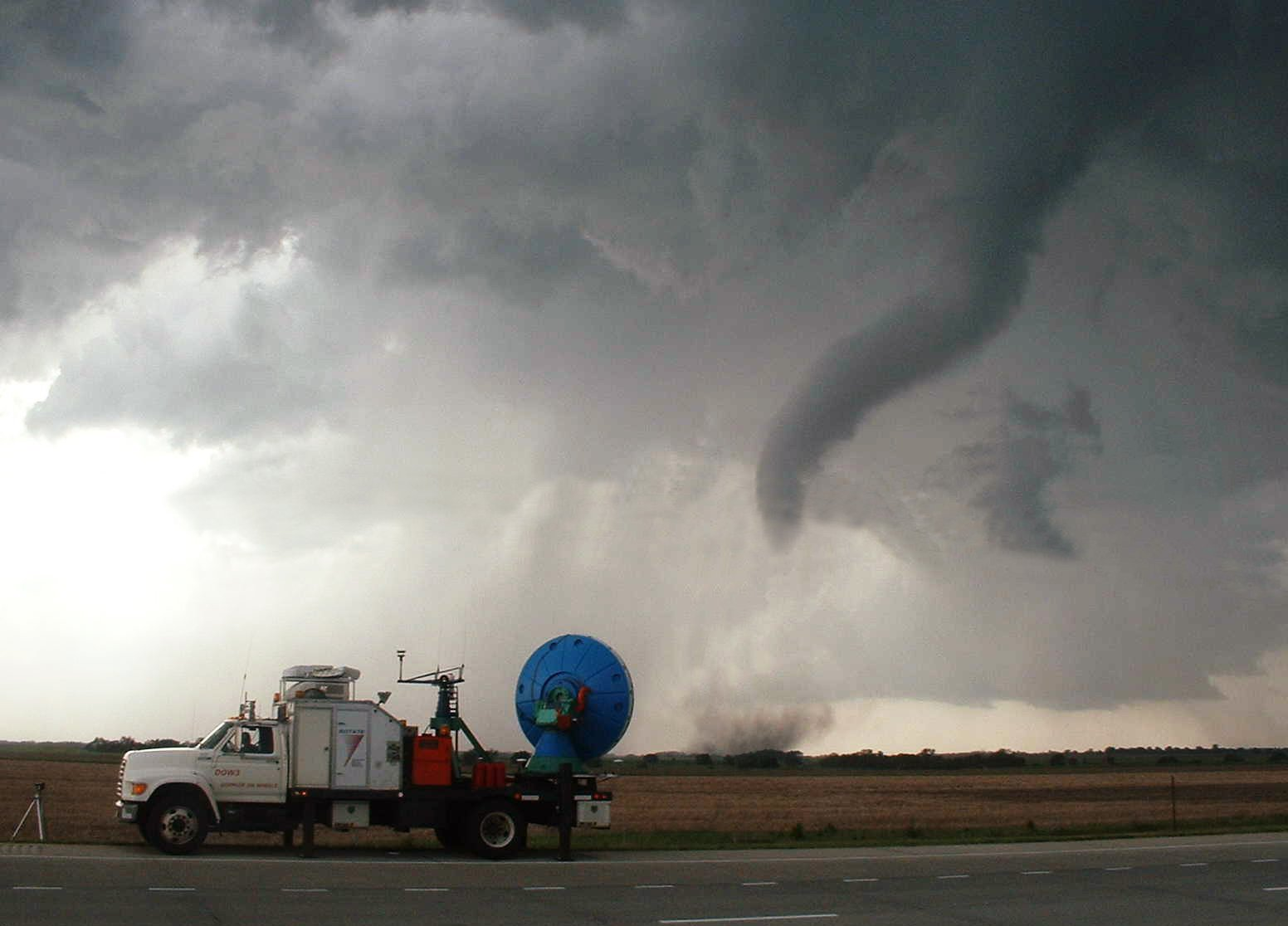
Un Doppler On Wheels chassant une tornade près d'Attica au Kansas.

Le docteur Wurman est particulièrement intéressé par la recherche in situ de la structure et de la climatologie des tornades et ainsi que de la structure de la convection atmosphérique dans les cyclones tropicaux. Il a ainsi pu découvrir les rotors de dimension inférieure au kilomètre dans la couche limite sous les ouragans et a publié de nombreux articles innovateurs sur la configuration des vents et des tourbillons dans les tornades. Johua Wurman et son équipe ont observé les plus forts vents dans une tornade lors l'éruption de tornade du 3 mai 1999 en Oklahoma (soit 484 km/h ± 32 km/h,). Un de ses grands projets en cours en 2016 est l'étude des bourrasques de neige côtières le long des Grands Lacs.
Wurman est l'auteur et co-auteur de nombreux papiers sur les ouragans, la dynamique des tornades et la technologie des radars météorologiques dans des journaux scientifiques comme Science,, Journal of the Atmospheric Sciences, Monthly Weather Review, Journal of Atmospherique and Oceanic Technology, etc. Il a participé aux deux expériences VORTEX, utilisant pour la première fois les DOW lors de VORTEX1. Il siégea sur le comité de direction et fut chercheur principal pour VORTEX2 dont la campagne in situ s'est déroulé les saisons 2009 et 2010. Il fut l'auteur principal d'un article controversé dans le Bulletin of the American Meteorological Society (BAMS) analysant les impacts potentiels d'une tornade majeure traversant diverses zones urbaines. Il dirige l'expérience ROTATION (Radar Observations of Tornadoes And Thunderstorms Experiment) sur les tornades à chaque printemps et un autre sur la convection dans les ouragans à l'automne. 
Son travail scientifique et les DOW furent parrainés par la National Science Foundation (NSF), ainsi que National Oceanic and Atmospheric Administration (NOAA), le Service des forêts des États-Unis (USFS), le département de l'Énergie des États-Unis (DOE), la Federal Aviation Administration (FAA) et d'autres organismes du gouvernement des États-Unis, ainsi que par Discovery Channel, et la National Geographic Society.

## Notoriété publique
Le docteur Wurman est apparu dans de nombreuses émissions de télévision portant sur les orages, en particulier avec les DOW, et il est cité dans de nombreux livres de vulgarisation sur la météo. Il est surtout connu du grand public comme le scientifique dans la série de télé-réalité Storm Chasers de Discovery Channel, où il a dirigé un groupe de chasseurs d'orages. Son style scientifique est souvent opposé à celui aux autres chasseurs, non financés par le gouvernement, plus tape-à-l’œil. 
Il a également été présenté dans les épisodes Tornado Intercept et The True Face of Hurricanes du National Geographic Channel, ainsi que le film IMAX Forces of Nature IMAX et plusieurs autres documentaires sur PBS NHK, BBC, History Channel et The Weather Channel (TWC), etc.